# Ex indumentis

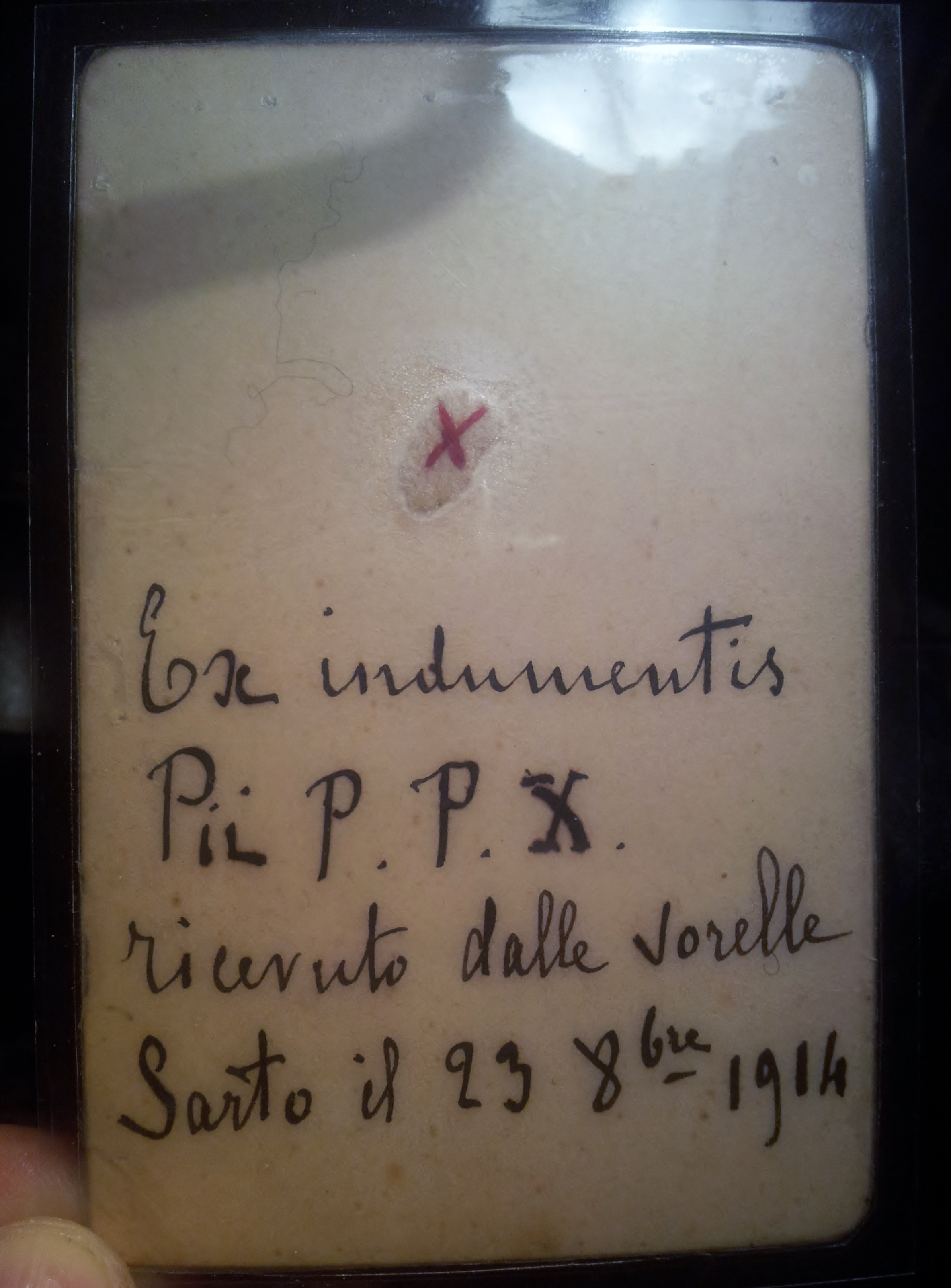
Cartón escrito a mano por una monja que contiene un fragmento "ex indumentis" del Papa Pío X

La frase Ex indumentis proviene del latín (traducido al español significa literalmente "de la ropa"). Con ella se designa a una clase de reliquiade santo de segunda categoría, que son aquellas que han estado en contacto con el santo durante su vida o fue un objeto que le perteneció.
En la fraseología eclesiástica, ex indumentis solo debe usarse cuando se refiere a un artículo o fragmento de ropa que fue propiedad o utilizada por un santo.
En los últimos años, numerosos fabricantes contemporáneos de medallas, placas, estatuas de santos y baratijas religiosas han comenzado a etiquetar sus artículos como "ex indumentis"; más bien, son meras piezas de tela o lienzo de bajo coste que han tocado a una reliquia real de segundo o primer grado de un santo, luego se han estampado en masa para unirlas a sus medallas o estatuas de recuerdo. Como tales, son reliquias de tercera clase y no reliquias de según da clase, como implica la frase ex indumentis. Ante estos hechos, los portavoces del Vaticano en relación con la venta de reliquias de santos, han avisado que se trata de un sacrilegio.
Los ejemplos reales de reliquias ex indumentis se consideran tesoros genuinos para los fieles y son veneradas de acuerdo con las leyes teológicas. Los ejemplos no auténticos de reliquias ex indumentis no tienen valor sacramental.